# Ein Lied für Kopenhagen
Die bundesdeutsche nationale Vorentscheidung zum Eurovision Song Contest 1964 fand am 11. Januar 1964 in Frankfurt am Main statt. Es moderierte Hilde Nocker. Zum ersten Mal in der Geschichte der deutschen Vorentscheide trug die Vorentscheidung den Titel Ein Lied für…,  ergänzt durch die jeweilige Gastgeberstadt des Schlagerwettbewerbs, in diesem Falle Kopenhagen.
Der hr beauftragte die sechs bestplatzierten Komponisten des letztjährigen Vorentscheids, der Sendung Heidi Brühl singt, für dieses Jahr Titel zu schreiben. 
Es gab zehn „professionelle“ Juroren, die je fünf Punkte vergeben konnten, und 50 Laien, die je einen Punkt vergeben konnten. Am Ende wurden allerdings nur die drei besten Plätze veröffentlicht.
| Platz | Startnr | Interpret        | Lied                                      | Punkte |
| ----- | ------- | ---------------- | ----------------------------------------- | ------ |
| 1.    | 5       | Nora Nova        | Man gewöhnt sich so schnell an das Schöne | 38     |
| 2.    | 4       | Gitta Lind       | Ein Chanson in der Nacht                  | 27     |
| 3.    | 1       | Fred Bertelmann  | Das macht dein Lächeln, Mona Lisa         | 19     |
| –     | 2       | Peter Kirsten    | Regenbogen, Regenbogen                    | –      |
| –     | 3       | René Kollo       | Wie vom Wind verweht                      | –      |
| –     | 6       | Gerhard Wendland | Wohin ist der Sommer                      | –      |

Nora Nova kam in Kopenhagen nur auf den letzten Platz, das sogar mit null Punkten.